# 多瑙博格达尼
多瑙博格达尼（匈牙利語：Dunabogdány）是匈牙利佩斯州所辖的一个村。总面积25.50平方公里，总人口3217，人口密度126.2人/平方公里（2011年1月1日）。